# Wolfram Kunkel

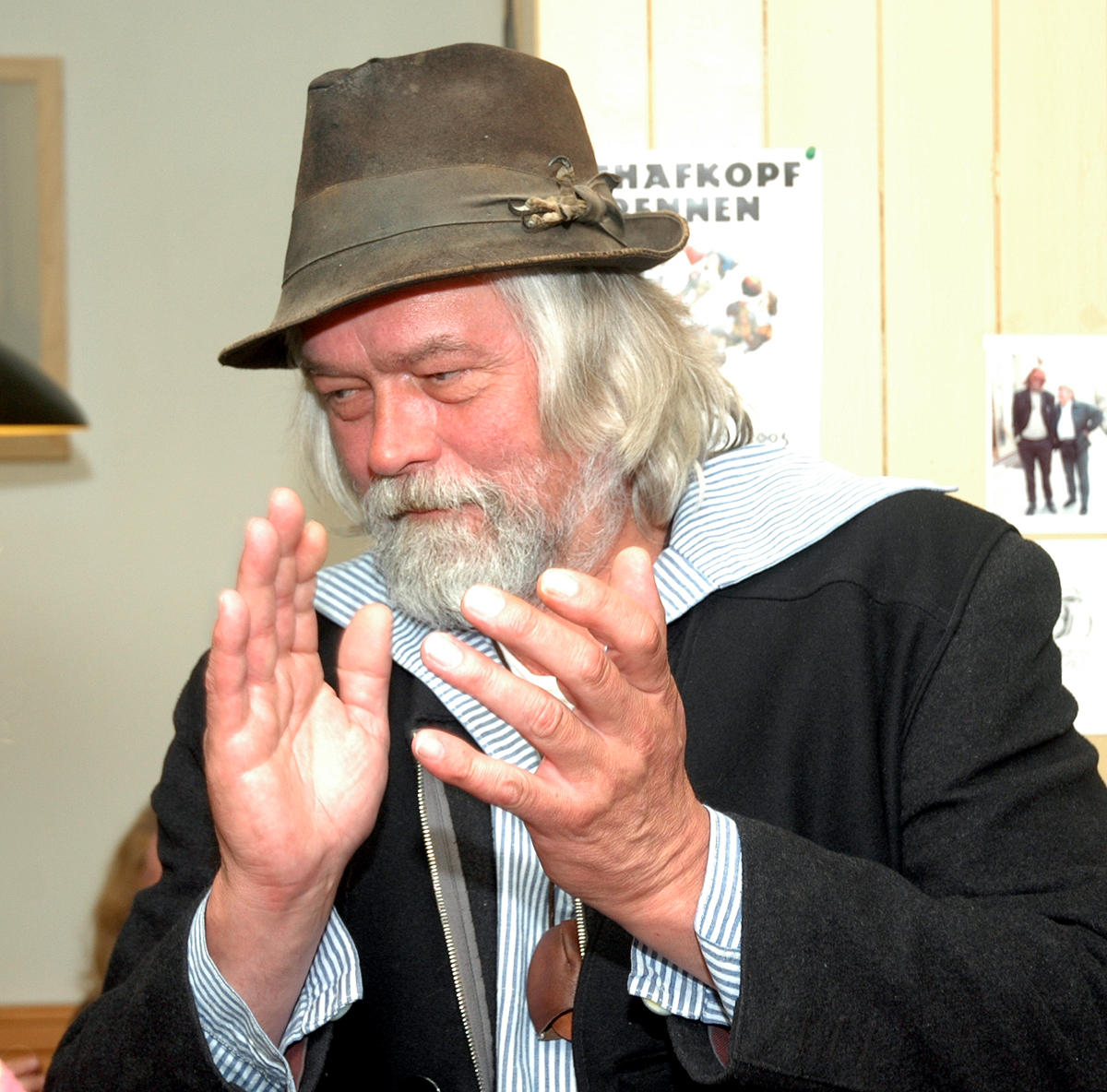
Wolfram Kunkel in einer Haidhausener Stehkneipe beim Musizieren 2004

Wolfram Kunkel (* 1943) ist ein deutscher Schauspieler und Musiker.

## Leben und Karriere
Mit 19 Jahren war Wolfram Kunkel als Bandmitglied Mitauslöser für die Schwabinger Krawalle von 1962. Neben der Musik und dem Schauspiel erweiterte er seine Fähigkeiten und Kenntnisse als Musikinstrumentenbauer und Bildhauer. Ab 1971 widmete er sich hauptsächlich dem Theater- und Filmschauspiel. Als Film- und Fernsehschauspieler wurde er einem breiten Publikum durch den Filmerfolg Herz aus Glas von Werner Herzog und durch die TV-Serie Unser Lehrer Doktor Specht bekannt. Von 1971 bis zur Jahrtausendwende spielte Wolfram Kunkel an mehreren Theatern, so unter anderem an den Staatstheatern Kassel, Mannheim, München, Augsburg, Ingolstadt und Freiburg sowie am Landestheater Tübingen und am Schauspiel Bonn.
Kunkel lebt in Beuerbach bei Landsberg.

## Filmografie
- 1972: Ludwig-Requiem für einen jungfräulichen König (ZDF, Regie: Hans-Jürgen Syberberg)
- 1976: Herz aus Glas (Kino)
- 1979: Parzival (WDR, Regie: Richard Blank)
- 1982: Geschichten aus europäischen Schlössern: Ludwigsburg (BR, Regie: Kirschner)
- 1986: Der X-Bericht-Die geheime Mission des Ochsensepp (BR, Regie: Roland Gall)
- 1987: Weißblaue Geschichten (BR)
- 1987: Gewitter im Mai (Kino, Regie: Xaver Schwarzenberger)
- 1989: Löwengrube (ARD)
- 1995: Forsthaus Falkenau (Fernsehserie, Folge: Ein Fahrradausflug)
- 1996: Doktor Knock (Kino, Regie: Dominik Graf)
- 1998: Unser Lehrer Dr. Specht (ZDF)
- 1999: Der Komödienstadel (Fernsehreihe, Folge: Der Zigeunersimmerl)
- 1999: Der König (Sat.1)
- 1999: Der Komödienstadel (Fernsehreihe, Folge: Lachende Wahrheit)
- 1999: Der Bulle von Tölz: Ein Orden für den Mörder (Sat.1)
- 2000: Der Bulle von Tölz: Treibjagd (Sat.1)
- 2001: Wilder Kaiser: Herzfieber (ZDF, Regie: Peter Weissflog)
- 2001: Eva ganz mein Fall (ZDF, Regie: Stefan Bartmann)
- 2002: Der Bulle von Tölz (Sat.1)
- 2003: Unter Verdacht (ZDF)
- 2004: Seelenwanderung (Kurzfilm, Regie: Massimo della Monica)
- 2005: Die Rosenheim-Cops – Nur der Mond schaut zu
- 2007: Der Komödienstadel (Fernsehreihe, Folge: Der Fischerkrieg vom Chiemsee)
- 2007: Die Einsamkeit ist nie allein (Kino, Regie: Roland Reber)
- 2007: Handarbeit (Kurzfilm, Regie: Andreas Dahn)
- 2007: Zwei Ärzte sind einer zuviel (ZDF, Regie: Karsten Wichniarz)
- 2009: Der Komödienstadel (Fernsehreihe, Folge: Der letzte Bär von Bayern)
- 2009: Gottes mächtige Dienerin (ARD, Regie: Marcus O. Rosenmüller)
- 2012: Der Komödienstadel (Fernsehreihe, Folge: Lauter Hornochsen)
- 2012: Zwei übern Berg (Fernsehfilm)
- 2019: München Mord: Leben und Sterben in Schwabing (ZDF)
- 2022: Hubert ohne Staller (Fernsehserie, Folge Schützenkönig)

## Bühnenrollen
Orff in Andechs (2006)
- Die Bernauerin (Regie: Hellmuth Matiasek)

Stadttheater Baden (2007)
- Herzog Max in: Sissy (Regie: Peter Preissler)

Luisenburgfestspiele Wunsiedel (2008)
- Zwölfeleuten
- Alter Moor in: Die Räuber (Regie: Petra Wüllenweber)

Stadttheater Ingolstadt (2009)
- Petrus in: Der Brandner Kasper und das ewig' Leben (Regie: Dominik von Gunten)

Münchner Volkstheater (2009)
- Eros (Uraufführung, Regie: Christine Eder)